# Santa Maria de Maldà
Santa Maria de Maldà és l'església parroquial de Maldà (Urgell) protegida com a bé cultural d'interès local.

## Descripció
Església de planta basilical de tres naus amb transsepte i absis poligonal. La nau principal presenta unes proporcions elevades amb una coberta de volta de canó reforçada per quatre arcs torals. La nau central es divideix de les laterals per grans pilars amb falsos pilars més petits acanalats i adossats amb capitells compostos damunt dels quals hi ha tot un entaulament complet. Les naus laterals es troben cobertes per volta d'aresta. A la zona del creuer del transsepte hi ha una cúpula de grans dimensions sostinguda per quatre trompes. L'absis és poligonal i a la seva banda dreta hi ha adossada una capella dedicada al Beat Sant Tomàs Capdevila. A la banda esquerra de l'absis de l'església hi ha la sagristia.

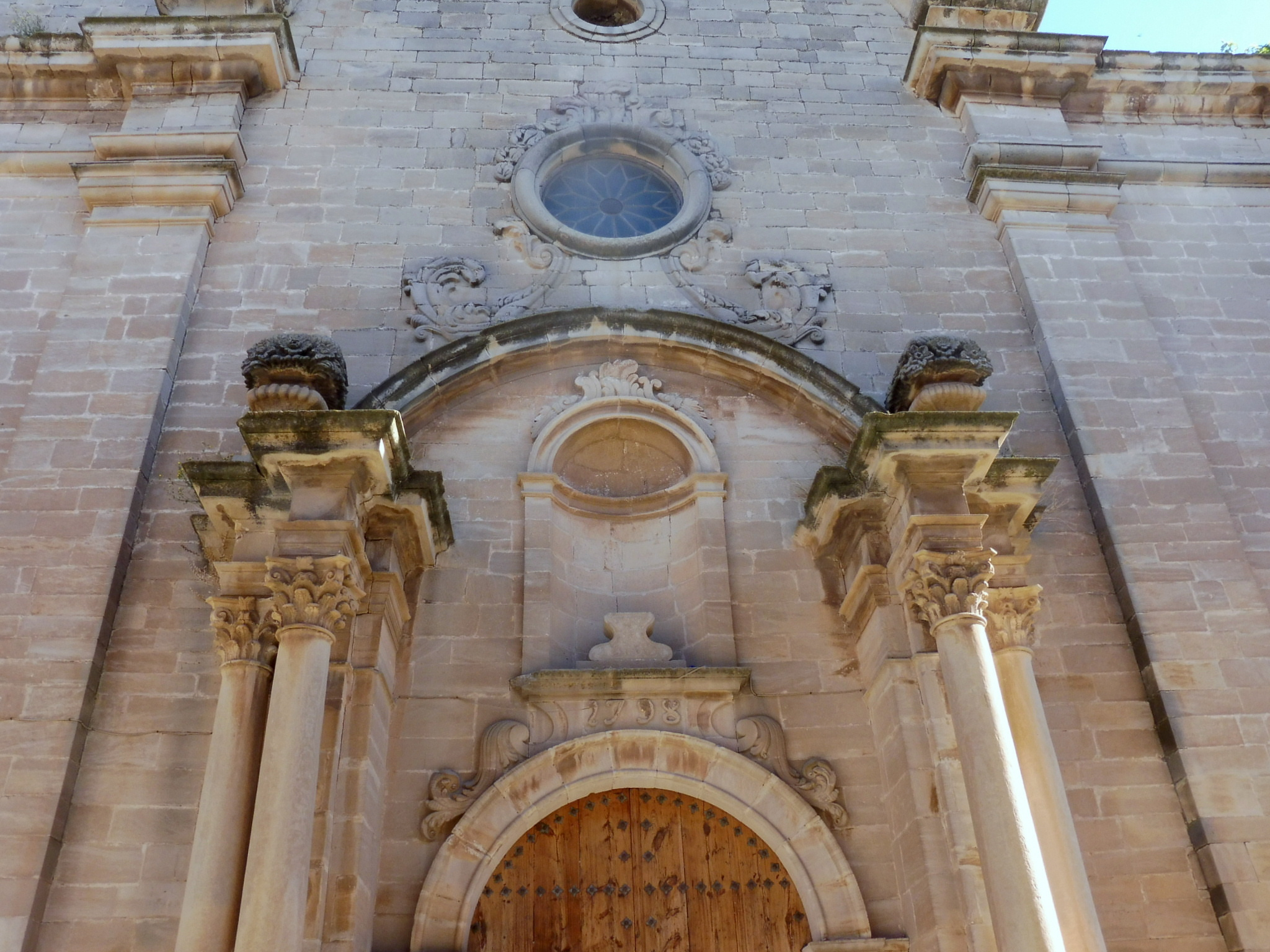
Detall de la portalada

 La portalada exterior, de clara inspiració barroca, es troba distribuïda en dos cossos dividits a partir de dues columnes de fust llis i coronades per capitells corintis damunt dels quals hi reposa un elevat entaulament de forma irregular perquè s'adapta a les entrades i sortides que marquen les columnes com a ritme de la façana. Damunt de la portalada hi ha un frontó mixt amb la inscripció de la data d'aquesta façana. El campanar és de planta vuitavada.
Pica beneitera de pedra, d'un metre de diàmetre aproximadament. A la part inferior hi ha una mena de cordó esculpit en disposició transversal. A la part mitjana hi ha una sanefa i a la superior, fent una vora, una inscripció molt erosionada.
Aquesta pica es troba assentada sobre un pilar de pedra, ja que li manca el seu peu original.

## Història
1796. L'església de Maldà va iniciar les seves obres de reforma.
1798. Any en què es finalitza la transformació de la portalada de l'església, tal com ho especifica la inscripció de la mateixa façana.